# Forêts subtropicales de l'île Norfolk
Localisation
Les forêts subtropicales de l'île Norfolk est une écorégion définie par le fonds mondial pour la Nature (WWF). Elle couvre l'intégralité des îles Norfolk, Nepean et Philip. Elle appartient à l'écozone australasienne et au biome des forêts décidues humides tropicales et subtropicales.

## Faune endémique
On compte parmi la faune endémique de l'écorégion plusieurs oiseaux : le nestor de Norfolk (disparu en 1851), la colombe de Norfolk (disparu), le gérygone de Norfolk, la perruche de Norfolk, le zostérops à bec fin et le zostérops à poitrine blanche.
Elle compte également un nombre important d'arachnides endémiques Anzacia inornata, Anzacia inornata, Apatochernes posticus, Cheiracanthium crucigerum, Eutittha excavata, Haplochernes norfolkensis et Ligonipes flavipes.